# 卑谬王国
卑謬王國是緬甸中部的一個已不存在的王國，其存在時間是1482年至1542年，共長達六十年。卑謬王國的首都位於卑謬，為15世紀末期阿瓦王國分裂出來的數個小國之一。1520年代，卑謬王國是撣邦聯盟的盟友，曾一起入侵阿瓦王國領地。1527年阿瓦被撣邦聯盟攻佔後，卑謬於1532年成為撣邦聯盟的朝貢國。1530年代末，卑謬王國陷入東吁–漢達瓦底戰爭之中，雖有撣邦聯盟和謬烏王國的軍事援助，但仍在1542年被東吁王朝滅亡。